# Amber Perkins
Amber Perkins (10 de abril de 1989) es una actriz de cine y teatro nacida el 10 de abril de 1989, en Panorama City, Los Ángeles, California, Estados Unidos. Es reconocida por interpretar el papel de Amy Herman en Megan está perdida de Michael Goi junto con Rachel Quinn en 2011.

## Carrera
Amber actuó por primera vez en la película de terror psicológico Megan Is Missing que fue rodada en el año 2006 protagonizando a Amy Herman, la mejor amiga de Megan (Rachel Quinn) junto con Dean Waite. En 2007 protagonizó el papel de Amazing Grace Girl #2 en Sinners (2007) luego estuvo en el elenco de Guardaespalda escolar (2008) y por última vez quedó en la fama con Megan Is Missing (2011). 

## Películas
- Sinners (2007)
- Guardaespalda escolar (2008)
- Megan Is Missing (2011)